# Kinyangurube
Kinyangurube är ett vattendrag i Burundi.   Det ligger i provinsen Ruyigi, i den centrala delen av landet, 90 kilometer öster om huvudstaden Bujumbura.
Omgivningarna runt Kinyangurube är en mosaik av jordbruksmark och naturlig växtlighet. Runt Kinyangurube är det ganska tätbefolkat, med 192 invånare per kvadratkilometer.